# Barbican (stanice metra v Londýně)
Barbican je stanice metra v Londýně, otevřená 23. prosince 1865 jako Aldersgate Street. 1. ledna 1910 bylo jméno zkráceno na Aldersgate. 24. října 1924 došlo k přejmenování na Aldersgate & Barbican. Od 1. prosince 1968 je používáno současné jméno. Za druhé světové války v prosinci 1942 byla stanice poškozena bombou a roku 1955 spadla celá staniční budova. 16. prosince 1866 spadl nosník budovy na stojící soupravu a tři lidé byli zabiti. Strážný byl velmi zraněn a jedna osoba utrpěla šok. Autobusové spojení zajišťují linky 4, 56, 100, 153, 243 a noční linky N35 a N55. Stanice se nachází v přepravní zóně 1 a leží na linkách:
- Circle Line, Metropolitan Line a Hammersmith & City Line mezi stanicemi Moorgate a Farringdon.

| Rok  | Počet cestujících |
| ---- | ----------------- |
| 2011 | 9,23 mil          |
| 2012 | 9,85 mil          |
| 2013 | 10,46 mil         |
| 2014 | 11,44 mil         |